# Estación inalámbrica Massie
La estación inalámbrica Massie (PJ) se construyó en Point Judith, Rhode Island, en 1907 y puede que sea la estación inalámbrica en funcionamiento más antigua del mundo.  Lleva el nombre del inventor Walter Wentworth Massie, presidente de la Massie Wireless Telegraph Company. La estructura se trasladó al New England Wireless and Steam Museum (Museo de la radio y el vapor de Nueva Inglaterra) en 1983, donde se conserva como museo tecnológico y lugar histórico.

## Historia
En diciembre de 1902, la American De Forest Wireless Telegraph Company instaló una primera estación en una casa existente en una playa cercana al faro de Point Judith  y otra cerca del faro de Block Island Southeast, a 15 millas (24 km) de la costa. En mayo de 1903 ya habían intercambiado con éxito mensajes de prueba. Los mensajes se enviaban utilizando el código Morse. Inicialmente, las estaciones funcionaban para que el Providence Journal enviara noticias a la isla para su impresión local. Otro objetivo era que los barcos en tránsito también pudieran enviar mensajes a tierra firme que luego se retransmitirían a Providence o Nueva York por teléfono, llegando horas antes de que los barcos llegaran a puerto. En aquella época, por pocos lugares del mundo pasaban tantos barcos como por Block Island. El Block Island Wireless empezó a publicarse en julio. En aquella época era uno de los dos únicos diarios que publicaban despachos enviados por radio. Las emisoras pronto empezaron a enviar mensajes (llamados «aerogramas») para el público y a cobrar una tarifa por el servicio. Al principio, este servicio inalámbrico experimental sólo tuvo un éxito intermitente y el Block Island Wireless dejó de publicarse a finales de agosto de 1903.
El Journal, insatisfecho con la operación, ofreció la gestión de las dos estaciones a la recién formada compañía Massie. En 1904 el nuevo equipo instalado por Massie para reemplazar el sistema de Forest permitió una comunicación bidireccional fiable entre la isla y el continente. Las estaciones también proporcionaron comunicaciones a los barcos de vapor de pasajeros, en particular a los de la Fall River Line. Cuando Massie equipó el barco de vapor Plymouth con radio fue el primer barco de vapor de Long Island Sound en tener esta capacidad. Un empleado de Massie fue destinado al barco como operador inalámbrico. Durante las pruebas iniciales, la estación costera pudo comunicarse con el barco a una distancia de 33 millas (53 km). Las tripulaciones de estos barcos consideraban Point Judith como un punto peligroso en esta ruta. La estación costera les avisaba de las condiciones meteorológicas adversas, como la niebla, horas antes de llegar a él. La estación ayudaría entonces a la navegación a su paso. En 1905, con las mejoras introducidas en la estación de Block Island, ésta era capaz de detectar las señales de los transatlánticos que se acercaban más allá del Nantucket Shoals Lightship 66, a una distancia de 150 millas (240 km).

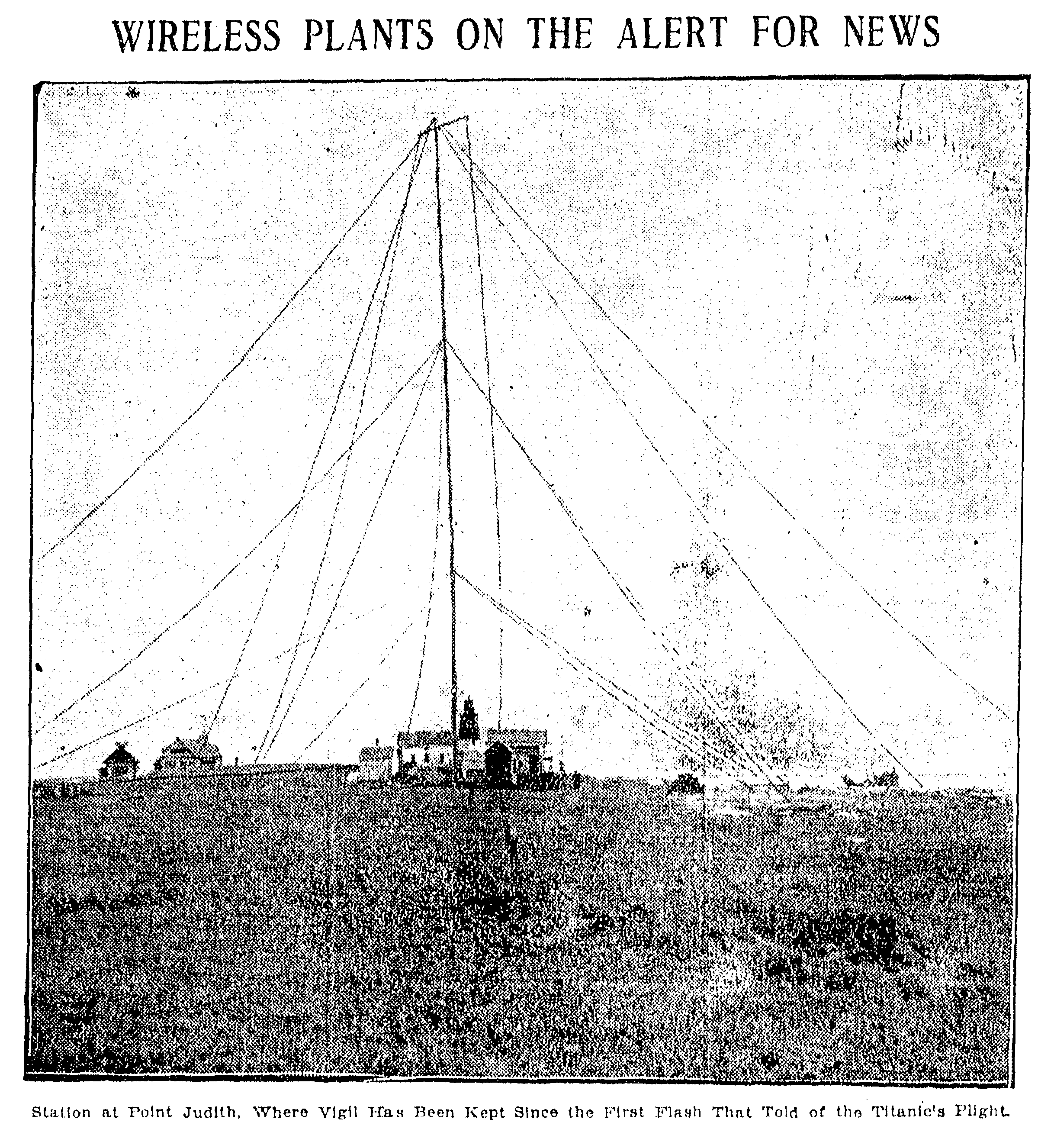
Estación de Point Judith con antena, 1912.

En 1907 Massie mejoró la estación de Point Judith construyendo un nuevo edificio, el que se conserva hoy, en el mismo emplazamiento. El transmisor de chispa funcionaba con una potencia de hasta 2 kW y estaba conectado a una torre de antena de 91 m de altura. La longitud de onda de transmisión era de 400 metros (750 kHz) en 1907 y de 325 metros (920 kHz) en 1912.
Los vapores Santurce y Ligonaire colisionaron frente a la costa de Cape Cod debido a una espesa niebla en mayo de 1910. La estación de Point Judith recibió la llamada de socorro CQD y envió un remolcador de naufragio para socorrer a los barcos. En abril de 1912, los operadores inalámbricos de la estación mantuvieron una vigilia para escuchar las noticias de los buques de rescate sobre el hundimiento del RMS Titanic.
En agosto de 1912, la propiedad de las estaciones de Massie se transfirió a Marconi's Wireless Telegraph Company. La venta incluía todas las estaciones costeras y de barco junto con los contratos que tenía la empresa. Massie conservó los derechos de sus patentes y siguió manteniendo una tienda con su equipo de laboratorio. La estación de Point Judith dejó de funcionar poco después. En el momento de su cierre tenía un alcance de hasta 500 millas (800 km).
En 1917 se instaló un «avisador de niebla radiotelefónico» en el faro adyacente a la estación Massie apagada. Transmitía una grabación de voz de la frase «Point Judith Light» vía inalámbrica que podía ser recibida a un alcance de 8 millas (13 km). Después de tres repeticiones de esta frase, transmitía «se está acercando; manténgase alejado» a menor potencia con un alcance de recepción de sólo 2 millas (3,2 km).
El edificio se convirtió entonces en una estación telegráfica terrestre de Western Union hasta la Segunda Guerra Mundial. En décadas posteriores se utilizó como casa de verano.

## Otras estaciones

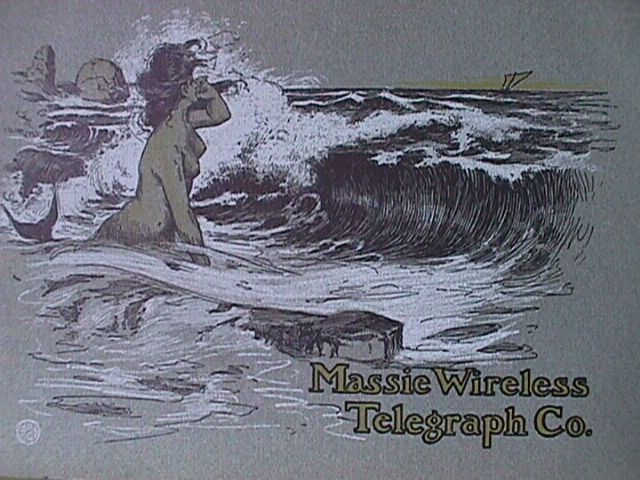
Massie Wireless Telegraph Co.

A las dos estaciones originales se unieron otras para formar un sistema a lo largo de la costa sur de Nueva Inglaterra. Massie operaba otras estaciones desde Nueva Jersey hasta Massachusetts. La estación de Point Judith se identificaba con las letras de llamada «PJ». Otras estaciones (y sus letras de llamada) que formaban parte del sistema Massie incluían:

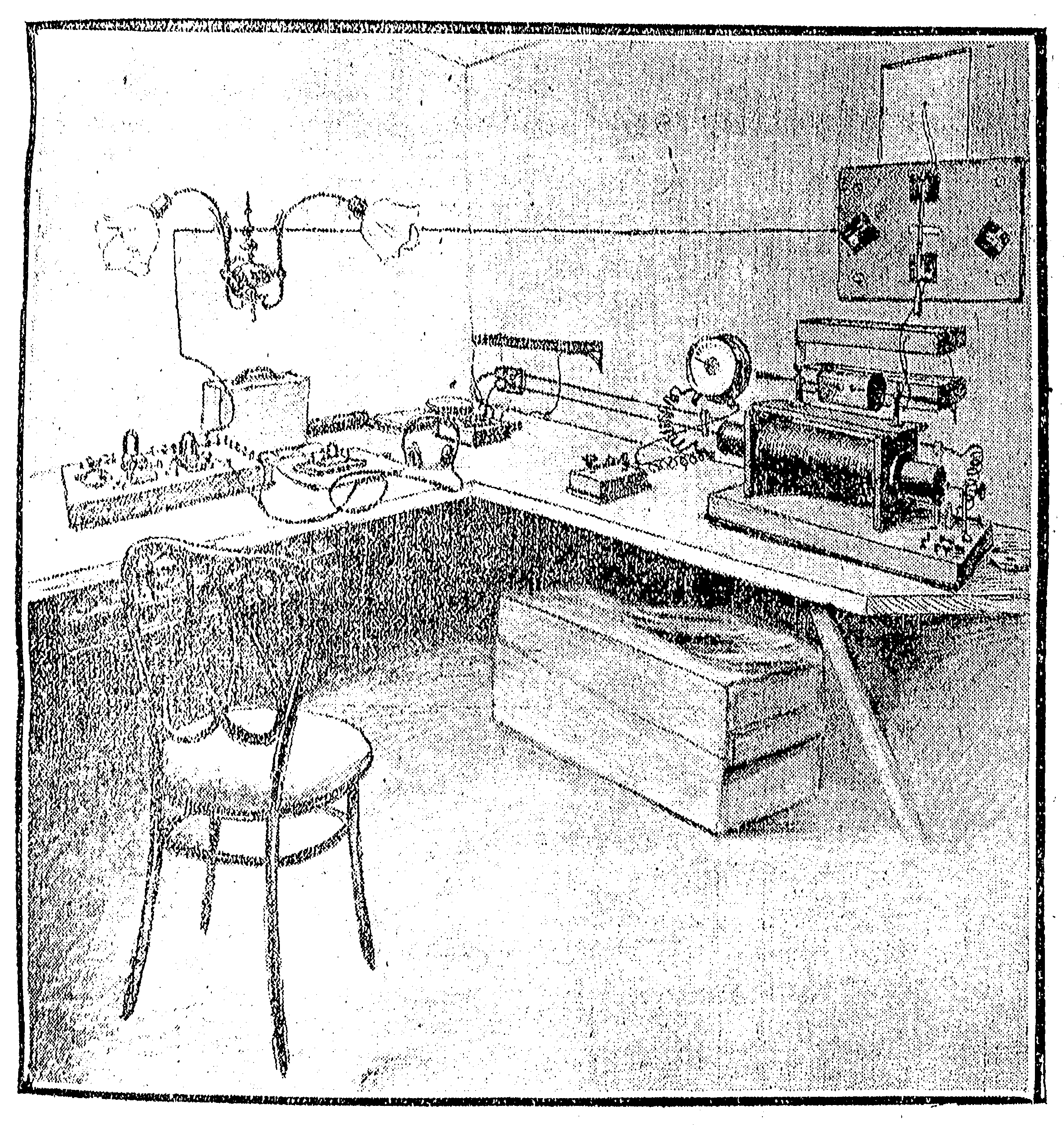
Sistema de telegrafía inalámbrico Massie en el vapor Plymouth, 1904.

| Ubicación                              | Llamada |
| -------------------------------------- | ------- |
| Chatham, Massachusetts                 | AU      |
| Block Island, Rhode Island             | BI      |
| Cape May, New Jersey                   | CP      |
| Providence, Rhode Island               | HG      |
| Jacksonville, Florida                  | JX      |
| Point Judith, Rhode Island             | PJ      |
| Wilson's Point at Norwalk, Connecticut | WN      |
| New London, Connecticut                | WS      |

| Barco a vapor     | Llamada |
| ----------------- | ------- |
| Priscilla         | CA      |
| Pilgrim           | GM      |
| Chester W. Chapin | HN      |
| Providence        | PV      |
| Plymouth          | PX      |
| Puritan           | RN      |
| City of Lowell    | WE      |

## Conservación

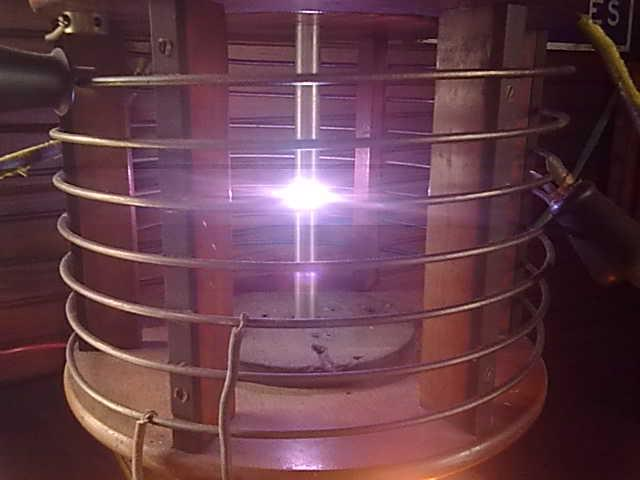
Demostración del transmisor de chispa Massie restaurado.

En 1983, el edificio se trasladó al New England Wireless and Steam Museum de East Greenwich, Rhode Island, para evitar su demolición. El antiguo emplazamiento forma parte ahora de la Roger Wheeler State Beach. La estación se encuentra ahora en el distrito histórico de Tillinghast Road, del que forma parte como edificio no contribuyente.
El equipo original de la emisora fue donado al Museo por la familia de Massie. El transmisor es funcional y ahora opera a 850 metros (350 kHz) aunque no está conectado a una antena. La estación se añadió al Registro Nacional de Lugares Históricos en 2001.
El Massie Wireless Club comenzó a operar como radioaficionado desde la estación en 2018 utilizando el indicativo del club N1EPJ.
Otro edificio del museo contiene una colección de diversos equipos históricos de telégrafo, radio y televisión.

## Lectura adicional
- Massie, Walter W; Underhill, Charles R. (1909). Wireless Telegraphy and Telephony Popularly Explained. With special article by Nikola Tesla. New York: D. Van Nostrand.
- Wallin, Brian L. (16 de septiembre de 2016). «Walter Massie, a Remarkable Wireless Radio Pioneer». The Online Review of Rhode Island History. Consultado el 9 de diciembre de 2019.